# Aphyosemion elegans
El kili elegante es la especie Aphyosemion elegans, un pez de agua dulce de la familia de los notobránquidos, distribuido por toda la cuenca hidrográfica media del río Congo y afluentes incluyendo la cuenca baja del río Ubangi, en la República del Congo y República Democrática del Congo.

## Acuariología
Es una especie usada en acuariología con cierta importancia comercial, aunque es difícil de mantener en acuario.

## Morfología
De cuerpo alargado y vistoso, con una longitud máxima del macho de unos 4 cm, aunque se han descrito capturas de 5 cm.

## Hábitat y biología
Viven en aguas dulces, de conducta bentopelágica y no migrador, prefiriendo aguas de pH neutro entre 6,5 y 7,2 de entre 20 y 24 °C de temperatura.
Habita en arroyos, en la zona empantanada de las pequeñas corrientes de agua, pantanos, estanques y las regiones fronterizas con los lagos.
Se encuentra ampliamente distribuida por toda su área, por lo que se ha catalogado como especie que no se encuentra en peligro.